# Kato Nevrokopi
Kato Nevrokopi (Grieks: Κάτω Νευροκόπι) is een gemeente (dimos) in de Griekse bestuurlijke regio (periferia) Oost-Macedonië en Thracië.